# Список объектов всемирного наследия ЮНЕСКО в Омане
В списке объектов всемирного наследия ЮНЕСКО в Омане значится 5 наименования, что составляет около 0,3 % от общего числа (1248 на 2025 год). Кроме этого, по состоянию на 2021 год, 7 объектов на территории Омана находятся в числе кандидатов на включение в список всемирного наследия.

## Список
В данной таблице объекты расположены в порядке их добавления в список всемирного наследия ЮНЕСКО.
| # | Изображение | Название                                                                                          | Местоположение                             | Время создания           | Год внесения в список | №      | Критерии       |
| - | ----------- | ------------------------------------------------------------------------------------------------- | ------------------------------------------ | ------------------------ | --------------------- | ------ | -------------- |
| 1 |             | Крепость Бахла Bahla Fort                                                                         | Регион: Эд-Дахилия                         | XIII век                 | 1987                  | № 433  | iv             |
| 2 |             | Археологические раскопки Бат, Аль-Хутм и Аль-Айн Archaeological Sites of Bat, Al-Khutm and Al-Ayn | Регион: Эз-Захира                          | III тысячелетие до н. э. | 1988                  | № 434  | iii, iv        |
| 3 |             | Земля ладана Frankincense Trail                                                                   | Регион: Дофар                              | природный объект         | 2000                  | № 479  | iii, iv        |
| 4 |             | Ирригационные системы Афладж Aflaj Irrigation Systems of Oman                                     | Регион: Эд-Дахилия, Эш-Шаркия и Эль-Батина | 2500 до н. э.            | 2006                  | № 1207 | v              |
| 5 |             | Древний город Галхат Qalhat                                                                       | Регион: Эш-Шаркия                          | 1214                     | 2018                  | № 1537 | ii, iii, iv, v |

## Исключённые из списка объекты
| # | Изображение | Название                     | Местоположение | Время создания | Годы в списке | №     | Критерии |
| - | ----------- | ---------------------------- | -------------- | -------------- | ------------- | ----- | -------- |
| 1 |             | Резерват аравийской антилопы |                | —              | 1994 — 2007   | № 654 | x        |

## Кандидаты в список
В таблице объекты расположены в порядке их добавления в предварительный список. В данном списке указаны объекты, предложенные правительством Омана в качестве кандидатов на занесение в список всемирного наследия.
| # | Изображение | Название                                                  | Местоположение     | Время создания | Год внесения в список | №      | Критерии            |
| - | ----------- | --------------------------------------------------------- | ------------------ | -------------- | --------------------- | ------ | ------------------- |
| 1 |             | Крепости Рустак и Аль-Хазм Rustaq                         | Регион: Эль-Батина | 1711           | 1988                  | № 497  |                     |
| 2 |             | Природный резерват Острова Халанийят                      | Регион: Эш-Шаркия  | —              | 2013                  | № 5832 | x                   |
| 3 |             | Природный резерват Бар-аль-Хакман                         | Регион: Эль-Вуста  | —              | 2013                  | № 5833 | x                   |
| 4 |             | Природный резерват Гора Смахан                            | Регион: Дофар      | —              | 2013                  | № 5834 | vii, x              |
| 5 |             | Природный резерват Острова Диманийят Ad Dimaniyat Islands | Регион: Маскат     | —              | 2013                  | № 5839 | x                   |
| 6 |             | Заповедник черепах Эль-Хадд и памятник Рас-эль-Джинс      | Регион: Эш-Шаркия  | —              | 2013                  | № 5840 | ii, iii, x          |
| 7 |             | Археологические памятники Бисья и Салут                   | Регион: Эд-Дахилия |                | 2014                  | № 5939 | ii, iii, iv , v, vi |